# Matías Marrero
Juan Matías Marrero Pérez, (nacido el 24 de febrero de 1964 en Las Palmas de Gran Canaria, Islas Canarias) es un exjugador de baloncesto español. Con 2.00 de estatura, su puesto natural en la cancha era el de pívot. 

## Trayectoria
- Náutico Tenerife (1983-1986)
- Club Baloncesto Canarias (1986-1992)
- San Isidro La Orotava (1992-1993)
- Tenerife N.º 1 (1993-1994)